# Etienne de Sainte-Colombe
Etienne de Sainte-Colombe (ca. 1500 – na 21 december 1568) was een Frans ridder, heer van Sainte-Colombe, La Bury en La Goytière en militair in het Franse leger

## Levensloop
Hij was de oudste zoon van Louis de Sainte-Colombe en zijn vrouw Amée of Amedée de Sallemard. Volgens de overlevering sloot hij zich in de zomer van 1527 als vrijwilliger aan bij Odet de Foix, toen deze Lyon bezocht op doortocht naar Rome om in opdracht van koning Frans I paus Clemens VII te bevrijden (zie Italiaanse Oorlogen). Sainte-Colombe nam vervolgens deel aan de inname van Alessandria, Vigevano en Pavia. Hij ging echter vroegtijdig met verlof om thuis een gezin te stichten en zijn opvolging veilig te stellen. Hij trouwde op 17 oktober 1529 met Huguette de Nagu, dochter van Hugues de Nagu, heer van Varennes en Laye, en zijn vrouw, Françoise de Saint-Romain, uit het huis Lurcy.
In 1533 is hij weer in dienst van de koning als deel van zijn gevolg tijdens de ontmoeting tussen de koning en paus Clemens VII in de Provence. Tijdens een verblijf in Marseille in november 1533 ontving hij van de koning het recht op een derde jaarmarkt in het dorp Sainte-Colombe ‘en faueur & conſideration des grands loüables & recommandables ſervices qu’il [Etienne de Sainte-Colombe] nous [de koning] a cy-deuant faicts tant au faict de nos Guerres que autrement & eſpirons qu’il fera a l’auenir’ (voor de prijzenswaardige en aan te bevelen diensten die hij ons tot nu toe heeft gedaan, nog doet in onze oorlogen en hopelijk zal blijven doen in de toekomst).
Van 1552 tot 1555 was hij betrokken bij de oorlog tussen Hendrik II van Frankrijk en keizer Karel V over de Trois-Évêchés. Hij diende onder Jacques d’Albon, maarschalk van Frankrijk, en nam deel aan de inname van de garnizoensstad Pont-à-Mousson, die in keizerlijke handen was. Verder was hij aanwezig bij het beleg van Metz door de keizer, dat op 1 januari 1553 ten gunste van de Fransen opgeheven werd, en de inname van Thionville op 23 juni 1558 onder aanvoering van Frans van Guise.
Na afloop ging hij weer naar huis, waar hij op 19 oktober 1559 zijn testament opmaakte. Daarna was hij nog betrokken bij enkele campagnes tegen de hugenoten. Hij wijzigde zijn testament in november 1568. Op 21 december 1568 wordt hij voor het laatst vermeld tijdens een familiebijeenkomst in het château de l'Aubépin. Zijn vrouw overleefde hem en maakte in juli 1577 haar testament op.

## Kinderen
Met zijn vrouw had hij de volgende kinderen:
1. Philibert de Sainte-Colombe, zijn opvolger.[7]
2. François de Sainte-Colombe, stamvader van de heren van Poyet.[7]
3. Claudine de Sainte-Colombe trouwde met Hippolyte de Varennes, heer van Rappetour, zoon van Pierre de Varennes, heer van Rappetour, en Jeanne de Rougemont.[7]
4. Magdelaine de Sainte-Colombe trouwde in 1578 met dispensatie met haar neef François de Sainte-Colombe de Saint-Priest, heer van Saint-Priest.[8]
5. Catherine de Sainte-Colombe, geestelijke in Salles.[9]